# Estructura cúbica centrada

Estructura cúbica centrada compuesto de único tipo de átomo

La estructura cúbica centrada (cl), también conocida como cúbica centrada en el cuerpo, siglas en inglés (BCC), es un tipo de estructura cristalina. Se da en todos los metales alcalinos y los metales bario, radio, vanadio, niobio, tantalio, cromo, molibdeno, wolframio y el hierro en el estado alfa (estable a temperaturas ordinarias y hasta 912 °C).

## Estructura
En esta estructura, los átomos se encuentran en:
- 8 en los vértices de un cubo, los cuales son compartidos con otras 8 celdas adyacentes;
- 1 en el centro del cubo.

La imagen de arriba muestra que el átomo en el centro cuenta con ocho (8) vecinos y luego el número de coordinación es 8. (Cada átomo en la parte superior también tiene ocho vecinos si se supone que el patrón continúa hasta una distancia infinita en todas las direcciones.)
Cada átomo en las esquinas solo cuenta por 1/8 (cada átomo es compartido por 8 diferentes mallas) y uno para el átomo central, la celda unidad de la estructura incluye dos átomos. Está totalmente definida por un único parámetro de red, la longitud del lado:
- a = b = c ;
- α = β = γ = 90°.

Cúbica
Cúbica centrada
Cúbica centrada en la cara

## Parámetro de red
En el caso de un cristal compuesto de un solo tipo de átomo, se puede utilizar el modelo de esfera: los átomos se consideran que son esferas no deformables de radio R que están en contacto.
La distancia entre dos esquinas opuestas del cubo es igual a {\displaystyle {\sqrt {3}}} el parámetro de la malla. En el caso de una estructura cúbica centrada en el cuerpo, esta distancia es el doble del diámetro atómico o cuatro veces el radio = 4R, de manera que:
{\displaystyle a={\frac {4}{\sqrt {3}}}\cdot R}.

## Factor de empaquetamiento atómico
El factor de empaquetamiento atómico, es decir, la proporción de espacios ocupados por los átomos de la red cúbica centrada es:
{\displaystyle c={\frac {\mathrm {Volumen~ocupado} }{\text{Volumen total}}}={\frac {2\times V_{atomo}}{a^{3}}}={\frac {2\times ({\frac {4}{3}}\cdot \pi R^{3})}{({\frac {4}{\sqrt {3}}}\cdot R)^{3}}}={\frac {\pi \cdot {\sqrt {3}}}{8}}\simeq 0,68}.
Este valor es menor que la de las estructuras de la cara cúbica centrada compactos y hexagonal, que son a la vez 0,74. Se dice que estos dos corresponden a la pila compacta o máxima compacidad, mientras que la estructura cúbica centrada en el cuerpo es una estructura no compacta estrictamente porque no alcanza la compacidad máxima.

## Espacios intersticiales

Espacios intersticiales en una red cúbica centrada

### Espacios tetraédricos
Situado a 1/4 y 3/4 de los bordes de mediación: 4 espacios por cara de unión 2 pts: 6 × 4/2 = 12 espacios por célula.
Con un total de 12 espacios tetraédricos por celda.

### Espacios octaédricos
- Centro enfrenta: 6 conjunta enfrenta 2 pts: 6/2 = 3 sitios por célula.
- Bordes Medio: 12 bordes de unión 4 agujeros: 12/4 = 3 sitios por célula.

Con un total de 6 espacios octaédricos por celda.